# The Rivers of Belief
The Rivers of Belief è un singolo del gruppo musicale tedesco Enigma, pubblicato nel 1991 ed estratto dall'album MCMXC a.D..
La canzone ha un intro estratto dalla Toccata e fuga in Re minore di Johann Sebastian Bach.

## Tracce
1. The Rivers of Belief (Radio Edit) – 4:24
2. The Rivers of Belief (Extended Version) – 7:49
3. Knocking on Forbidden Doors – 3:46